# Llac Ercina

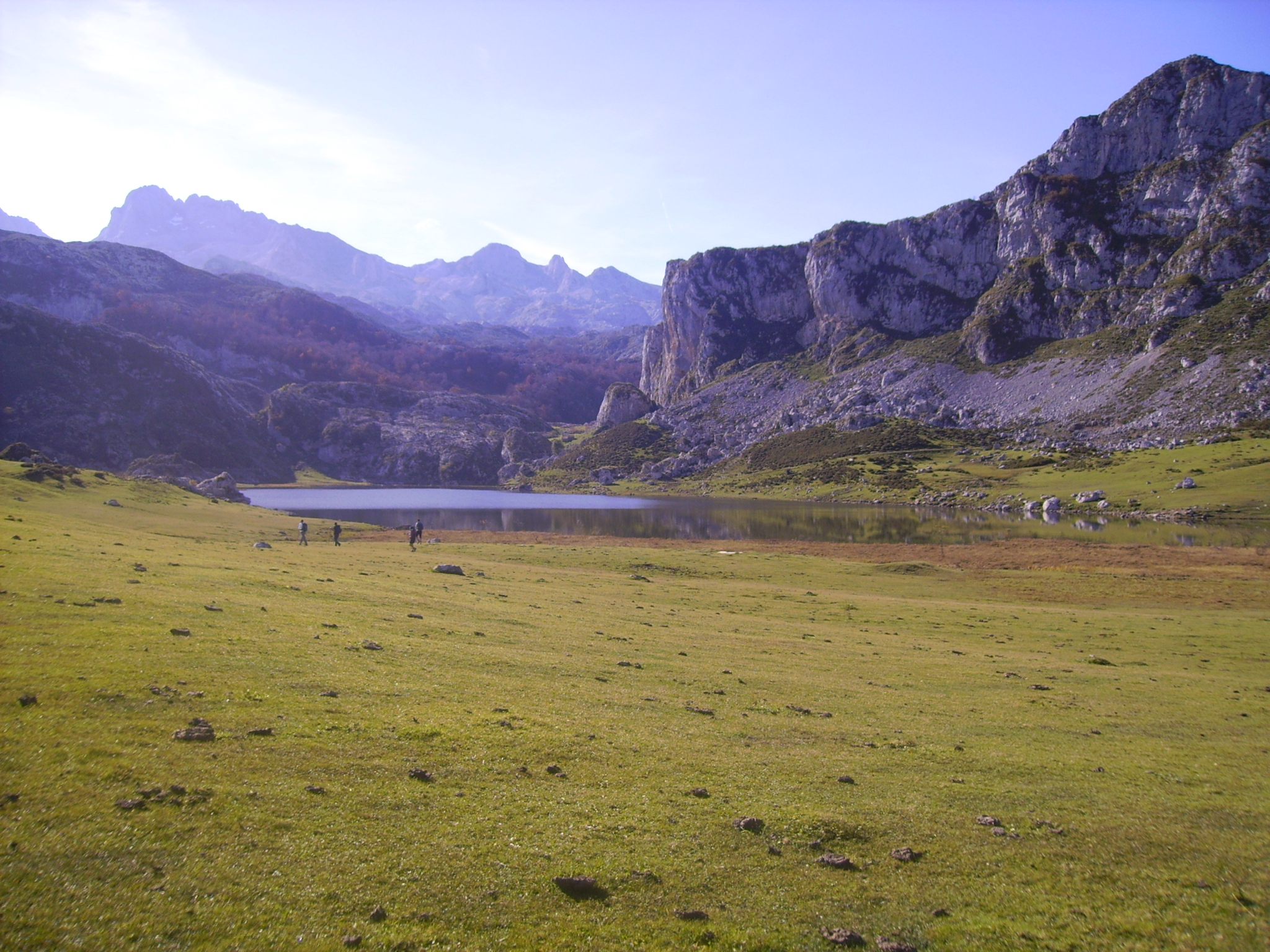
El mateix llac a l'estiu-tardor

El llac Ercina és un llac proper al llac Enol, juntament amb el qual forma el conjunt conegut com a Llacs de Covadonga, al Principat d'Astúries (Espanya).
Aquest llac és més petit que el llac Enol tant pel que fa a superfície com pel que fa a capacitat. El llac Ercina està a 1.108 m d'altitud i la seva profunditat màxima és de 3 m.
La seva semblança amb el llac Enol és deguda al seu origen comú (ambdós tenen un origen glacial) i la seva situació geogràfica, ja que els dos llacs només estan separats per la Picota de Enol, amb menys de sis-cents metres entre ells.